# Mistrzostwa Polski w Pięcioboju Nowoczesnym 2010
Mistrzostwa Polski w Pięcioboju Nowoczesnym 2010 – 57. edycja mistrzostw, która odbyła się w międzynarodowej obsadzie w dniach 26–27 czerwca 2010 roku w Szczecinku.
Wśród mężczyzn triumfował Łukasz Klekot z ZKS Drzonków, wśród kobiet Sylwia Czwojdzińska z Legii Warszawa.

## Wyniki

### Mężczyźni
| Miejsce | Zawodnik         | Klub/Repr.       | Wynik     |
| ------- | ---------------- | ---------------- | --------- |
|         | Łukasz Klekot    | ZKS Drzonków     | 5760 pkt. |
| 2.      | Igor Maljuczenko | Rosja            | 5668 pkt. |
|         | Remigiusz Golis  | Bielany Warszawa | 5628 pkt. |
|         | Bartosz Majewski | ZKS Drzonków     | 5624 pkt. |

### Kobiety
| Miejsce | Zawodnik            | Klub/Repr.     | Wynik     |
| ------- | ------------------- | -------------- | --------- |
|         | Sylwia Czwojdzińska | Legia Warszawa | 5268 pkt. |
|         | Paulina Boenisz     | Legia Warszawa | 5164 pkt. |
|         | Oktawia Nowacka     | Legia Warszawa | 5096 pkt. |
| 4.      | Alessia Mancini     | Włochy         | 5056 pkt. |